# أندريا بلاس
أندريا بلاس (بالإسبانية: Andrea Blas) هي لاعبة كرة الماء إسبانية، ولدت في 1992 في سرقسطة في إسبانيا.

## وصلات خارجية
- أندريا بلاس على موقع الاتحاد الدولي للسباحة (الإنجليزية)
- أندريا بلاس على موقع اللجنة الأولمبية الدولية (الإنجليزية)
- أندريا بلاس على موقع أوليمبيديا (الإنجليزية)